# Earvin Ngapeth
Earvin Ngapeth nebo též N’Gapeth (* 12. února 1991 Saint-Raphaël) je francouzský volejbalový smečař, hráč italského klubu Modena Volley a francouzské volejbalové reprezentace. Volejbalisty jsou také jeho otec Éric N'Gapeth, rodák z Kamerunu a mladší bratr Swan N'Gapeth.
S klubem Tours VB se stal v roce 2010 mistrem Francie, v barvách Piemonte Volley hrál v roce 2013 finále Ligy mistrů, v Modeně získal italský titul v roce 2016 a italský pohár ve volejbale 2015 a 2016. Francouzskému národnímu týmu pomohl vyhrát Mistrovství Evropy juniorů ve volejbale 2008, mistrovství Evropy ve volejbale mužů 2015 a Světovou ligu 2015 a 2017. Má také čtvrté místo z mistrovství světa ve volejbale mužů 2014 a deváté místo z olympiády 2016. Byl vyhlášen nejužitečnějším hráčem Světové ligy v letech 2015 a 2017.